# Beat Street
Beat Street is een Amerikaanse film uit 1984 geregisseerd door Stan Lathan, waarin de hiphopcultuur van New York van begin jaren tachtig centraal staat. De film speelt zich af in The Bronx en volgt de levens van een paar broers en hun vriendengroep, die allemaal toegewijd zijn aan verschillende elementen van de vroege hiphopcultuur, waaronder breakdance, dj'en en graffiti.

## Verhaal
Een kleine groep jonge Bronx-bewoners wil doorbreken in de wereld van hiphop. Kenny is een veelbelovende DJ, zijn jongere broer Lee is een uitstekende breakdancer, Ramon is graffitikunstenaar en Chollie heeft zichzelf een baan gegeven als manager van Kenny. In de loop van de film ontmoet Kenny muziekstudent Tracy, die zijn vriendin wordt. 
Aan het einde van de film treden dj's, graffitispuiters en breakdancers samen op bij een uitvaartdienst en tonen zij in grote mate hun vaardigheden en capaciteiten. De film geeft inzicht in de vroege hiphopscene, welke door middel van de muziek, dans, de bijzondere stijl, houding en kijk op het toenmalige leven geïntroduceerd wordt aan een breder publiek.

## Rolverdeling
| Acteur                                     | Personage            |
| ------------------------------------------ | -------------------- |
| Rae Dawn Chong                             | Tracy                |
| Guy Davis                                  | Kenny                |
| Jon Chardiet                               | Ramon                |
| Leon W. Grant                              | Chollie              |
| Saundra Santiago                           | Carmen               |
| Robert Taylor                              | Lee                  |
| Mary Alice                                 | Cora                 |
| Shawn Elliott                              | Domingo              |
| Afrika Bambaataa                           | zichzelf             |
| Jazzy Jay                                  | zichzelf             |
| Bernard Fowler                             | zichzelf             |
| Rock Steady Crew                           | Bronx Rockers        |
| New York City Breakers                     | Beat Street Breakers |
| DJ Kool Herc                               | zichzelf             |
| Treacherous Three                          | henzelf              |
| Grandmaster Melle Mel and the Furious Five | henzelf              |
| Brenda K. Starr                            | zichzelf             |